# PBS Finanse
PBS Finanse Spółka Akcyjna (dawniej Beef-San Zakłady Mięsne SA w skrócie: Beef-San SA) – polskie przedsiębiorstwo przemysłu spożywczego z siedzibą w Sanoku, notowane na Giełdzie Papierów Wartościowych w Warszawie. Producent wyrobów mięsnych.

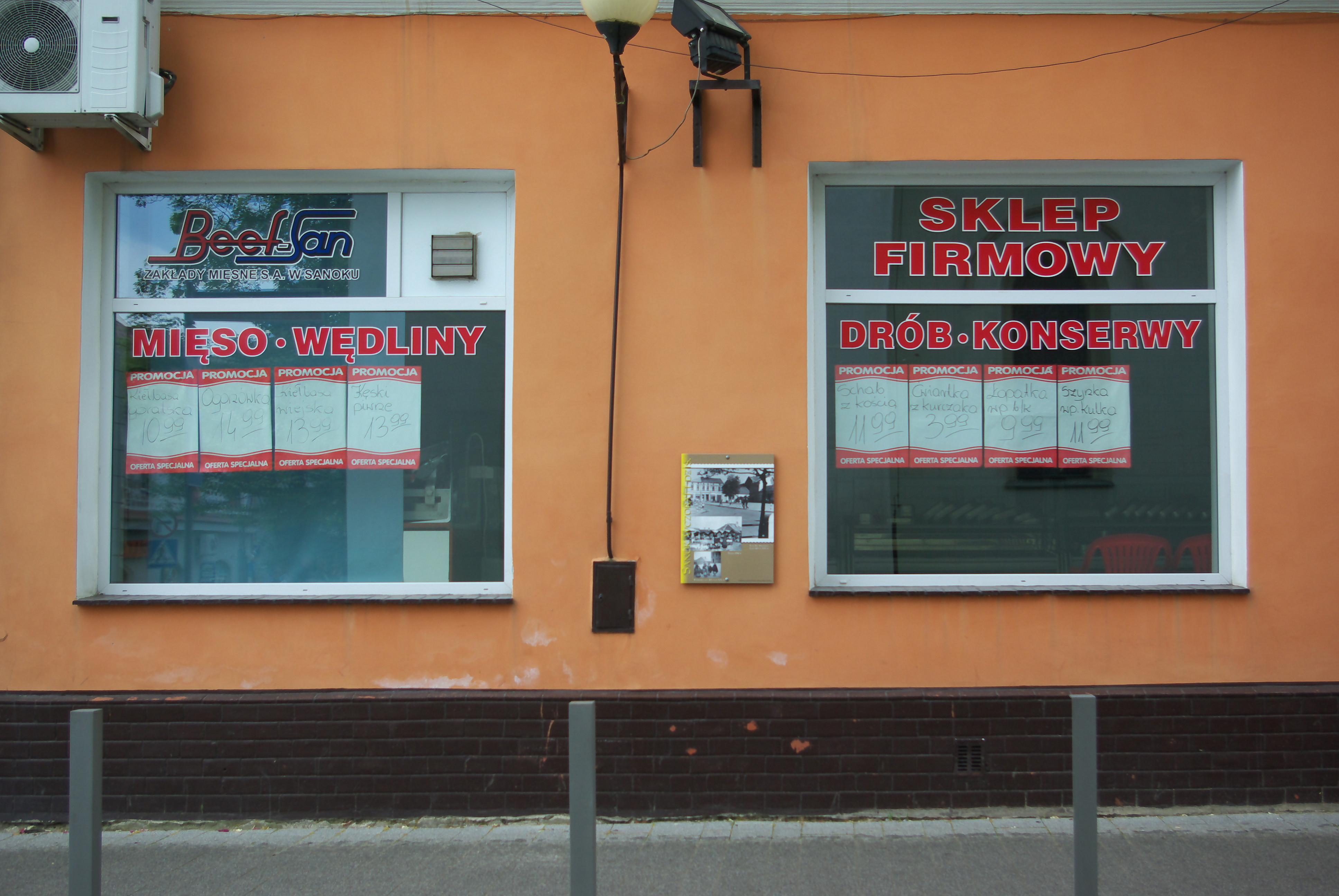
Punkt handlowy Beef-Sanu przy ulicy Grzegorza z Sanoka w Sanoku 12

## Struktura
Przedsiębiorstwo jest jednostką dominującą grupy kapitałowej, w skład której wchodzą:
- AJPI sp. z o.o. (KRS 0000244826) z siedzibą w Mysłowicach, w której Beef-San posiada 99,9988% udziałów;
  - Abakus sp. z o.o. (KRS 0000122843) w Mysłowicach, w której AJPI ma 70% udziałów;
    - Kruta Slezsko s.r.o. w Czechach, której jedynym udziałowcem jest Abakus;

  - Bik sp. z o.o. (KRS 0000121054) w Mysłowicach, należąca w 100% do AJPI;
  - Mysław Partner SA (KRS 0000151400) w Mysłowicach, w której AJPI ma 99,99% udziałów;
  - LP SA (KRS 0000195740) w Mysłowicach – 99,92% akcji;
  - Zakłady Mięsne Mysłowice-Mysław sp. z o.o. (KRS 0000074644) w Mysłowicach – 99,75% udziałów;
    - Invest-San sp. z o.o. (KRS 0000180793) w Mysłowicach, w 100% zależna od ZM Mysłowice-Mysław;
- Carpatia-Meat sp. z o.o. (KRS 0000145932) w Sanoku, w której Beef-San ma 99,58%;
- Duet sp. z o.o. (KRS 0000232581) w Sanoku – 99,9%[2][3].

## Działalność
Grupa produkuje i sprzedaje mięsa, półtusze wieprzowe i ćwierćtusze wołowe, wędliny i wędzonki, tłuszcze, podroby, wyroby konfekcjonowane i garmażeryjne.

## Historia
Zakłady mięsne w Sanoku powstały w miejscu istnienia rzeźni, utworzonej w 1953. Zabudowania zakładów mięsnych wykonywało Sanockie Przedsiębiorstwo Budowlane.
W grudniu 1991 r. 619 pracowników likwidowanego Przedsiębiorstwa Przemysłu Mięsnego w Sanoku zawiązało spółkę Beef-San o kapitale akcyjnym 1,550 mln zł, wpisaną do rejestru handlowego w lutym 1992. Na podstawie umowy zawartej z likwidatorem, spółka od kwietnia 1992 przejęła część majątku przedsiębiorstwa państwowego, a w sierpniu podpisała umowę o przejęciu do odpłatnego korzystania jego mienia. Prezesem przedsiębiorstwa do 10 sierpnia 1999 był Krzysztof Izdebski (otrzymał tytuł „Człowieka Roku 1995” przyznany przez tygodnik „Nowe Podkarpacie”). Jego następcami zostali Kazimierz Bąkowicz (od 1999), Andrzej Leś (od 2000).
W 1996 nabyła Przedsiębiorstwo Przemysłu Mięsnego w Przemyślu. W czerwcu 1999 stała się właścicielem użytkowego majątku zlikwidowanego sanockiego przedsiębiorstwa. W latach 1999–2002 spółka popadła w kłopoty finansowe, wynikające z błędów strategicznych, wysokich kosztów utrzymania zakładów produkcyjnych, nadmiernego zatrudnienia i utraty wpływów na lokalnym rynku. W 2000 akcje spółki zostały wprowadzone do obrotu giełdowego na warszawskiej giełdzie i weszły w skład indeksu WIRR; pierwsze notowanie miało miejsce 9 marca po kursie 3,5 zł. Spółka podjęła nieudane próby pozyskania inwestora branżowego oraz dostosowania się do wymogów Unii Europejskiej, co miało umożliwić eksport wyrobów do jej krajów członkowskich.
W 2002 zobowiązania krótkoterminowe spółki przekroczyły 13,5 mln zł. Sytuacja była na tyle poważna, że zarząd zdecydował się w czerwcu na sprzedaż zakładu w Przemyślu, a w lipcu – na wprowadzenie programu naprawczego, zakładającego m.in. zawarcie ugody z bankami i układu z wierzycielami, zmiany w modelu działalności operacyjnej, sprzedaż części majątku, w tym nieruchomości w Przemyślu i Sanoku, oraz redukcję zatrudnienia. W następnych latach plan został w większości zrealizowany. W 2002 spółka pozyskała inwestora – Zakłady Mięsne Mysłowice-Mysław – który przejął część jej zobowiązań i przyznał kredyt kupiecki w wysokości ponad 1 mln zł.
W 2004 spółka podjęła kroki do utworzenia nowych zakładów w Sanoku, na terenie Specjalnej Strefy Ekonomicznej Euro-Park Mielec. W tym celu objęła udziały w spółce Carpatia Meat. Ze względu na protesty społeczne wycofała się jednak z tej inwestycji. Również w 2004 wstrzymała produkcję w starym zakładzie w Sanoku, a następnie sprzedała tę nieruchomość. Działalność związaną z rozbiorem mięsa została przeniesiona do Zarszyna i prowadzona tam do końca 2005. Natomiast ubój prowadzony był w obcych ubojniach, głównie w Zakładach Mięsnych w Dębicy.
Biurowiec Beef-Sanu przy ul. Adama Mickiewicza w Sanoku został zlikwidowany do stycznia 2005 (w jego miejscu powstał supermarket Kaufland). Przy ul. Grzegorza z Sanoka 12 w Sanoku pozostał punkt sprzedaży przedsiębiorstwa.
W 1. kwartale 2005 Beef-San zawiązał wraz ze swoim ukraińskim kontrahentem spółkę Duet, która odtąd zajmowała się sprzedażą mięsa na Ukrainie. W grudniu 2005 Beef-San rozpoczął eksport do krajów Unii Europejskiej, zwłaszcza do Holandii, Słowacji, Słowenii i Włoch. W maju 2006 uzyskał 8 mln zł ze sprzedaży nieruchomości należących do zamkniętego w 2002 Przedsiębiorstwa Przemysłu Mięsnego w Przemyślu.
W 2006 przedsiębiorstwo rozpoczęło prace nad budową grupy kapitałowej, za środki z wpłat na akcje serii E od nabywając od Lucjana Pilśniaka – ówczesnego większościowego akcjonariusza i przewodniczącego rady nadzorczej Beef-Sanu – udziały w AJPI sp. z o.o., kontrolującej kilka przedsiębiorstw działających w branży mięsnej.
Problemy finansowe doprowadziły do restrukturyzacji i zmiany profilu działalności firmy. W listopadzie 2010 przedsiębiorstwo zmieniło nazwę na PBS Finanse oraz profil działalności.

## Akcjonariat
Większościowym akcjonariuszem Beef-Sanu jest Lucjan Pilśniak, posiadający 59,78% akcji i głosów na WZA. Absolute East West Master Fund Limited posiada 6,03%, a Deutsche Bank AG (poprzez DWS Polska TFI) – 5,02%.

## Nagrody
- Tytuł „Agrobiznesmena Roku” przyznany prezesowi Beef-Sanu Krzysztofowi Izdebskiemu (1997)[20].
- Główna nagroda IV edycji konkursu „Złoty Gwóźdź Sukcesu”, organizowanego przez „Gazetę Wyborczą w Rzeszowie” za rok 1997[21][22].
- Główna nagroda – puchar Ministra Rolnictwa i Gospodarki Żywnościowej podczas XIV edycji Warszawskich Targów Spożywczych (1998, za wyrób kiełbasy suchej krakowskiej)[23].